# Сума, Мамадуба
Мамадуба Сума (фр. Mamadouba Soumah; род. 1942, Киндиа) — гвинейский футболист, защитник. Участник летних Олимпийских игр 1968 года.

## Биография
Выступал за клуб «Хафия».
В 1968 году главный тренер национальной сборной Гвинеи Наби Камара вызвал Сума на летние Олимпийские игры в Мехико. В своей группе Гвинея заняла последнее четвёртое место, уступив Колумбии, Мексики и Франции. Мамадуба на турнире сыграл в двух матчах.